# Državna cesta D39
D39 je državna cesta u Hrvatskoj. Ukupna duljina iznosi 37,3 km.
Cesta započinje na granici s BiH, kod Aržana, spušta se prema jugu, te kod uvale Vrulja izlazi na Jadransku magistralu.